# 1851 Lacroute
Lacroute (asteróide 1851) é um asteróide da cintura principal com um diâmetro de 16,89 quilómetros, a 2,5027042 UA. Possui uma excentricidade de 0,1933198 e um período orbital de 1 996 dias (5,47 anos).
Lacroute tem uma velocidade orbital média de 16,90980821 km/s e uma inclinação de 1,66839º.
Esse asteróide foi descoberto em 9 de Novembro de 1950 por Louis Boyer.